# Iwan Barjakow
Iwan Barjakow (bułg. Иван Баряков; ur. 26 czerwca 1983 w Bansku) – bułgarski biegacz narciarski, dwukrotny uczestnik zimowych igrzysk olimpijskich.
Nigdy nie wystartował w Pucharze Świata.
Jego najlepszym wynikiem na igrzyskach olimpijskich jest 60. miejsce w 2002 roku w Salt Lake City w biegu na 15 km stylem klasycznym.
Barjakow wystąpił w 2003 i 2005 roku na mistrzostwach świata.

## Osiągnięcia

### Igrzyska olimpijskie
| Miejsce | Dzień     | Rok  | Miejscowość    | Konkurencja          | Czas biegu | Strata | Zwycięzca        |
| ------- | --------- | ---- | -------------- | -------------------- | ---------- | ------ | ---------------- |
| 60.     | 12 lutego | 2002 | Salt Lake City | 15 km st. klasycznym | 45:42,2    | 8:33,8 | Andrus Veerpalu  |
| 61.     | 19 lutego | 2002 | Salt Lake City | Sprint st. dowolnym  | -          | -      | Tor Arne Hetland |
| 67.     | 17 lutego | 2006 | Pragelato      | 15 km st. klasycznym | 44:06,3    | 6:50,0 | Andrus Veerpalu  |
| 71.     | 22 lutego | 2006 | Pragelato      | Sprint st. dowolnym  | -          | -      | Björn Lind       |

### Mistrzostwa świata
| Miejsce | Dzień     | Rok  | Miejscowość   | Konkurencja           | Czas biegu | Strata | Zwycięzca             |
| ------- | --------- | ---- | ------------- | --------------------- | ---------- | ------ | --------------------- |
| 77.     | 21 lutego | 2003 | Val di Fiemme | 15 km st. klasycznym  | 44:05,2    | 8:57,7 | Axel Teichmann        |
| 84.     | 17 lutego | 2005 | Oberstdorf    | 15 km st. dowolnym    | 40:14,3    | 6:04,6 | Pietro Piller Cottrer |
| 70.     | 22 lutego | 2005 | Oberstdorf    | Sprint st. klasycznym | -          | -      | Wasilij Roczew        |